# British Overseas Airways Corporation Flight 781
British Overseas Airways Corporation Flight 781 var ett de Havilland Comet jet-passagerarflygplan som flögs av British Overseas Airways Corporation och havererade 10 januari 1954 efter att flygplanskroppen plötsligt rämnat på grund av successiv spricktillväxt. Tillväxten av sprickor berodde i sin tur på bristande kunskaper om materialutmattning orsakade av upprepade belastningar (bland annat tryckkabinens tryckvariationer i flygplanskroppen) och ogynnsamt utformade konstruktionsdetaljer.
Flygplanet havererade i havet nära ön Elba i Italien och alla 35 ombord omkom. Flygplanet som var registrerat med beteckningen G-ALYP hade strax innan lyft från flygplatsen Ciampino i Rom och var på väg till flygplatsen Heathrow i London.
G-ALYP var det tredje Comet-flygplanet som hade byggts. Förlusten av Flight 781 var den tredje i raden av haverier med dödlig utgång av Cometmodellen. Ett fjärde flygplanshaveri, South African Airways Flight 201, skedde sedan i april samma år med liknande skadeorsaker som Flight 781.